# 1988年ソウルオリンピックの東ドイツ選手団
1988年ソウルオリンピックの東ドイツ選手団（1988ねんソウルオリンピックのひがしドイツせんしゅだん）は、1988年9月17日から10月2日にかけて韓国の首都のソウル特別市で開催された1988年ソウルオリンピックの東ドイツ選手団、およびその競技結果。

## 概要
今大会は金メダル37個、銀メダル35個、銅メダル30個の合計102個のメダルを獲得した。
競泳女子ではクリスティン・オットーが50m自由形・100m自由形・100m背泳ぎ・100mバタフライ・4×100m自由形リレー・4×100mメドレーリレーで金メダルを獲得し6冠を達成した。
ラムシュタインのボーカルであるティル・リンデマンは当時水泳の控え選手だった。

## メダル
| メダル | 選手名                                                                                        | 競技   | 種目                       |
| ------ | --------------------------------------------------------------------------------------------- | ------ | -------------------------- |
| 金     | ウルフ・ティンマーマン                                                                        | 陸上   | 男子砲丸投                 |
| 金     | ユルゲン・シュルト                                                                            | 陸上   | 男子円盤投                 |
| 金     | クリスチャン・シェンク                                                                        | 陸上   | 男子十種競技               |
| 金     | ジーグルン・ヴォダルス                                                                        | 陸上   | 女子800m                   |
| 金     | マルティナ・ヘルマン                                                                          | 陸上   | 女子円盤投                 |
| 金     | ペトラ・フェルケ                                                                              | 陸上   | 女子やり投                 |
| 金     | ウベ・ダスラー                                                                                | 競泳   | 男子400m自由形             |
| 金     | クリスティン・オットー                                                                        | 競泳   | 女子50m自由形              |
| 金     | クリスティン・オットー                                                                        | 競泳   | 女子100m自由形             |
| 金     | ハイケ・フリードリヒ                                                                          | 競泳   | 女子200m自由形             |
| 金     | クリスティン・オットー                                                                        | 競泳   | 女子100m背泳ぎ             |
| 金     | シルケ・ヘルナー                                                                              | 競泳   | 女子200m平泳ぎ             |
| 金     | クリスティン・オットー                                                                        | 競泳   | 女子100mバタフライ         |
| 金     | カトリーン・ノルト                                                                            | 競泳   | 女子200mバタフライ         |
| 金     | ダニエラ・フンガー                                                                            | 競泳   | 女子200m個人メドレー       |
| 金     | クリスティン・オットー カトリン・マイスナー ダニエラ・フンガー マヌエラ・シュテルマッハ       | 競泳   | 女子4×100m自由形リレー     |
| 金     | クリスティン・オットー シルケ・ヘルナー ビルテ・ヴァイガング カトリン・マイスナー             | 競泳   | 女子4×100mメドレーリレー   |
| 金     | オラフ・ルードヴィッヒ                                                                        | 自転車 | 男子個人ロードレース       |
| 金     | ウーヴェ・アンプラー マリオ・クマー マイク・ランズマン ヤン・シューア                         | 自転車 | 男子チームタイムトライアル |
| 金     | ルッツ・ヘスリッヒ                                                                            | 自転車 | 男子スプリント             |
| 銀     | ロナルト・ヴァイゲル                                                                          | 陸上   | 男子20km競歩               |
| 銀     | ロナルト・ヴァイゲル                                                                          | 陸上   | 男子50km競歩               |
| 銀     | トルステン・フォス                                                                            | 陸上   | 男子十種競技               |
| 銀     | ペトラ・ミュラー                                                                              | 陸上   | 女子400m                   |
| 銀     | クリスティン・バヒテル                                                                        | 陸上   | 女子800m                   |
| 銀     | グロリア・ジーベルト                                                                          | 陸上   | 女子100mハードル           |
| 銀     | ジルケ・メラー ケルスティン・ベーレント イングリット・アウアースバルト マルリース・ゲール     | 陸上   | 女子4×100mリレー           |
| 銀     | ハイケ・ドレクスラー                                                                          | 陸上   | 女子走幅跳                 |
| 銀     | カトリン・ナイムケ                                                                            | 陸上   | 女子砲丸投                 |
| 銀     | ディアナ・ガンスキー                                                                          | 陸上   | 女子円盤投                 |
| 銀     | サビーネ・ヨーン                                                                              | 陸上   | 女子七種競技               |
| 銀     | フランク・バルトラッシュ                                                                      | 競泳   | 男子200m背泳ぎ             |
| 銀     | パトリック・キュール                                                                          | 競泳   | 男子200m個人メドレー       |
| 銀     | ウベ・ダスラー スヴェン・ロドツィーウスキー トーマス・フレミング シュテフェン・ツェスナー     | 競泳   | 男子4×200m自由形リレー     |
| 銀     | ハイケ・フリードリヒ                                                                          | 競泳   | 女子400m自由形             |
| 銀     | アストリッド・シュトラウス                                                                    | 競泳   | 女子800m自由形             |
| 銀     | カトリン・ツィンマーマン                                                                      | 競泳   | 女子200m背泳ぎ             |
| 銀     | ビルテ・ヴァイガング                                                                          | 競泳   | 女子100mバタフライ         |
| 銀     | ビルテ・ヴァイガング                                                                          | 競泳   | 女子200mバタフライ         |
| 銀     | シュテッフェン・ブロッホヴィッツ ローラント・ヘニング ディルク・マイアー カルステン・ヴォルフ | 自転車 | 男子4000m団体追い抜き      |
| 銀     | クリスタ・ルディンク                                                                          | 自転車 | 女子スプリント             |
| 銀     | スベン・ロール                                                                                | 柔道   | 男子71kg以下級             |
| 銀     | ヘンリー・ストール                                                                            | 柔道   | 男子95kg超級               |
| 銅     | イェンス・ペーター・ヘロルド                                                                  | 陸上   | 男子1500m                  |
| 銅     | ハンスイェルグ・クンツェ                                                                      | 陸上   | 男子5000m                  |
| 銅     | ハートヴィッヒ・ガウダー                                                                      | 陸上   | 男子50km競歩               |
| 銅     | ロルフ・ダンネベルク                                                                          | 陸上   | 男子円盤投                 |
| 銅     | ハイケ・ドレクスラー                                                                          | 陸上   | 女子100m                   |
| 銅     | ハイケ・ドレクスラー                                                                          | 陸上   | 女子200m                   |
| 銅     | カトリン・ドーレ                                                                              | 陸上   | 女子マラソン               |
| 銅     | エレン・フィードラー                                                                          | 陸上   | 女子400mハードル           |
| 銅     | ダグマル・ノイバウアー キルステン・エメルマン ザビーネ・ブッシュ ペトラ・ミュラー             | 陸上   | 女子4×400mリレー           |
| 銅     | ベアテ・コッホ                                                                                | 陸上   | 女子やり投                 |
| 銅     | アンケ・ベーマー                                                                              | 陸上   | 女子七種競技               |
| 銅     | ウベ・ダスラー                                                                                | 競泳   | 男子1500m自由形            |
| 銅     | ダーク・リヒター トーマス・フレミング ラルス・ヒンネブルク シュテフェン・ツェスナー           | 競泳   | 男子4×100m自由形リレー     |
| 銅     | カトリン・マイスナー                                                                          | 競泳   | 女子自由形                 |
| 銅     | マヌエラ・シュテルマッハ                                                                      | 競泳   | 女子200m自由形             |
| 銅     | アンケ・メーリンク                                                                            | 競泳   | 女子400m自由形             |
| 銅     | コルネリア・ジルヒ                                                                            | 競泳   | 女子100m背泳ぎ             |
| 銅     | コルネリア・ジルヒ                                                                            | 競泳   | 女子200m背泳ぎ             |
| 銅     | シルケ・ヘルナー                                                                              | 競泳   | 女子100m平泳ぎ             |
| 銅     | ダニエラ・フンガー                                                                            | 競泳   | 女子400m個人メドレー       |
| 銅     | ベルント・ディテルト                                                                          | 自転車 | 男子4000m個人追い抜き      |
| 銅     | トルステン・ブレヒョート                                                                      | 柔道   | 男子78kg以下級             |